# Ptaki Borów Niemodlińskich

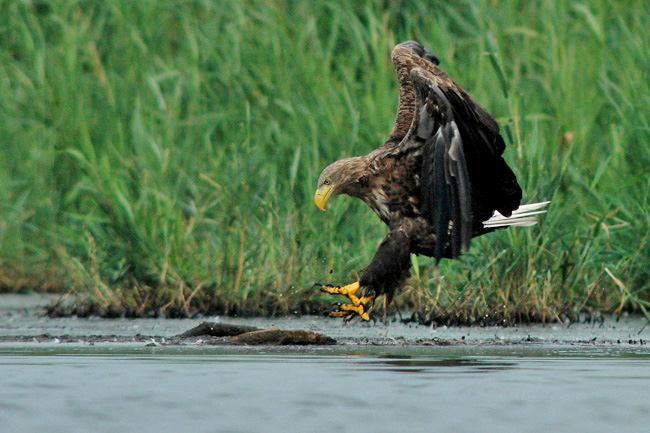
Bielik

Ptaki Borów Niemodlińskich – awifaunę lęgową Obszaru Chronionego Krajobrazu Borów Niemodlińskich znamionuje duże zróżnicowanie gatunkowe, wyróżniające ten obszar na tle województwa opolskiego. Ogółem stwierdzono tutaj około 150 gatunków lęgowych, co stanowi około 34% całej ornitofauny krajowej. Wiele z nich to gatunki zakwalifikowane na różnej rangi czerwonych listach gatunków zagrożonych wymieraniem – regionalnych, krajowych, europejskich.
Różnorodność awifauny Obszaru Chronionego Krajobrazu Borów Niemodlińskich  jest efektem dużą rozmaitości krajobrazowej tego terenu – rozległe kompleksy lasów z zachowanymi fragmentami torfowisk, mieszanego starodrzewia, poprzecinane dopływami Ścinawy Niemodlińskiej i Nysy Kłodzkiej oraz dość liczne połacie podmokłych łąk i rozległe kompleksy stawów hodowlanych. Stawy hodowlane zlokalizowane na obszarze Borów Niemodlińskich mają ogromne znaczenie dla zachowania różnorodności gatunkowej ptaków na tym terenie. Będąc ekologicznymi odpowiednikami jezior, o powierzchniach sięgających 50 i 100 ha, z bujnie wykształconą roślinnością szuwarową, wraz z otaczającymi je lasami, śródleśnymi bagienkami, podmokłymi łąkami stanowią ostoję i miejsca lęgów dużej liczby gatunków ptaków wodno-błotnych.

## Ptaki chronione

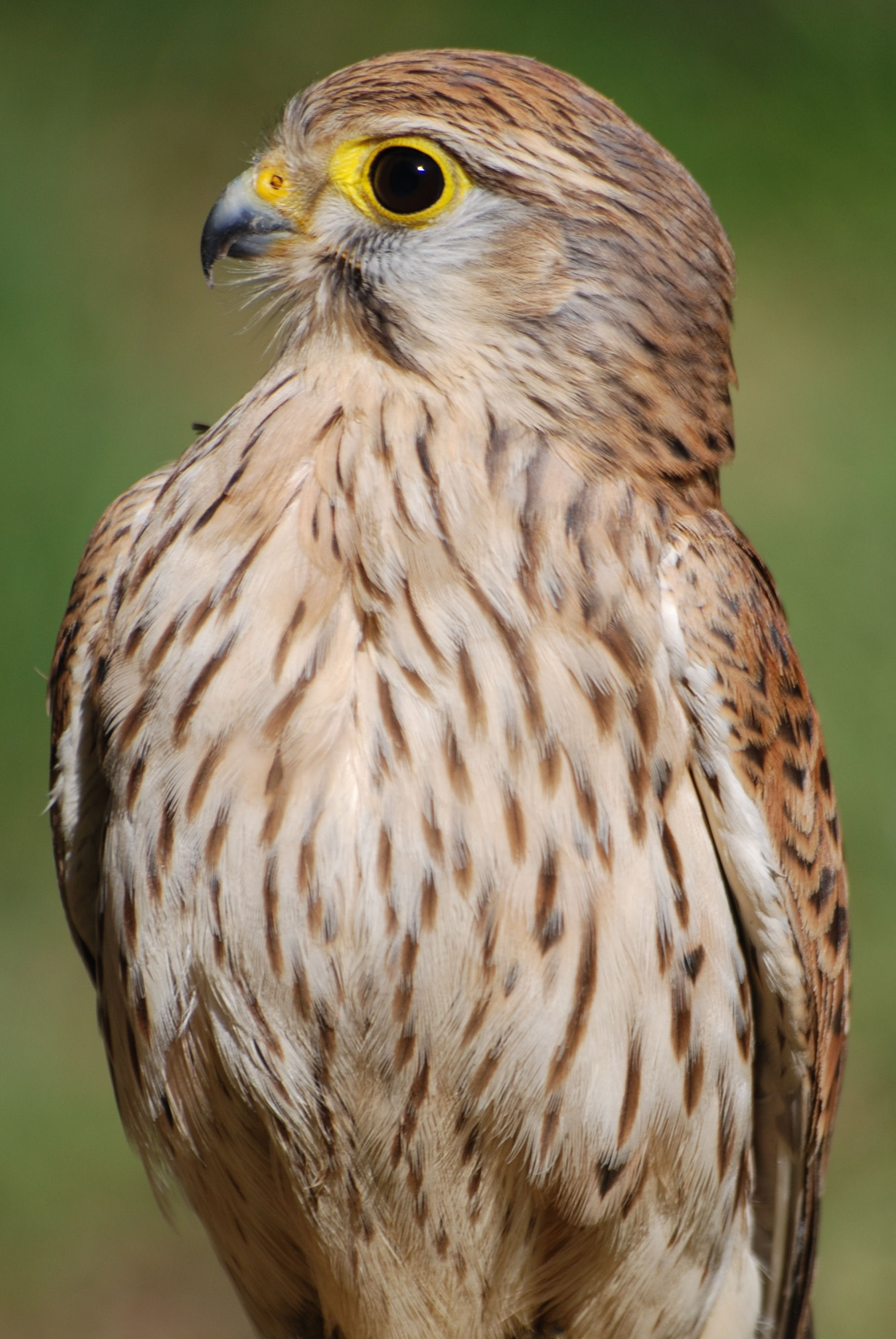
Pustułka

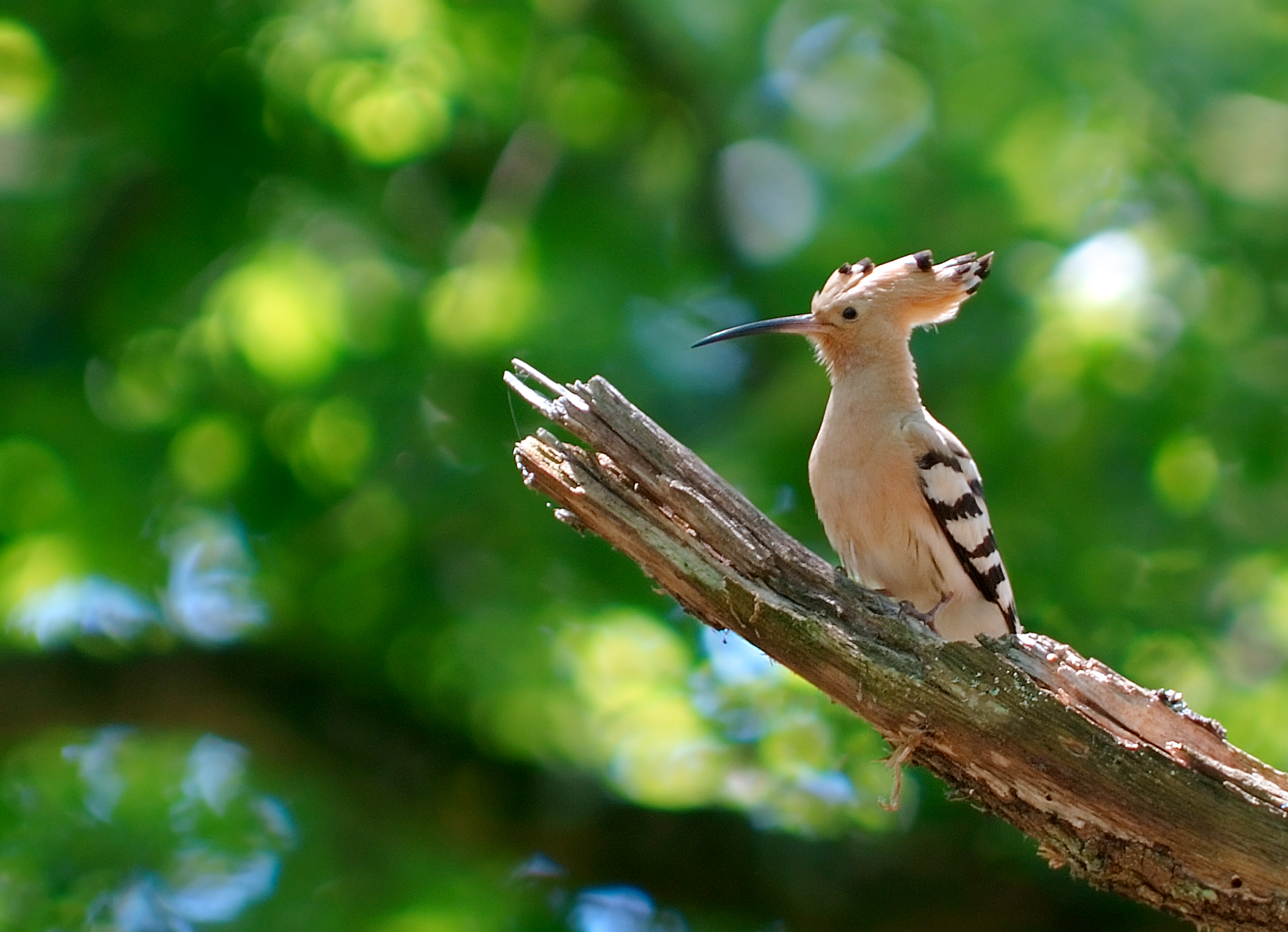
Dudek

Stanowiska na terenie Obszaru Chronionego Krajobrazu Borów Niemodlińskich:
- Perkoz rdzawoszyi (Podiceps grisegena)
  - stawy w rejonie Tułowic
  - stawy w rejonie Dąbrowy.

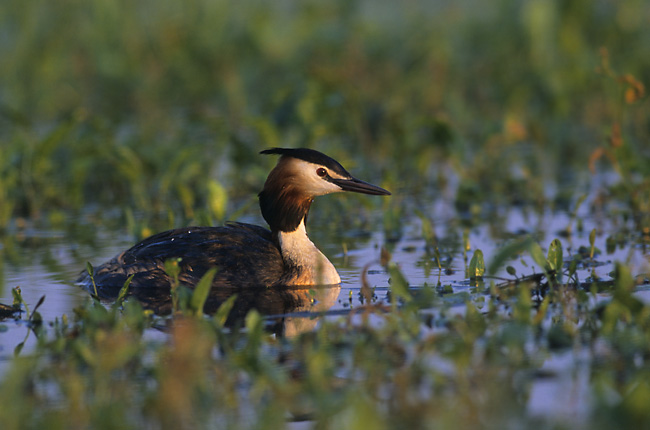
Perkoz dwuczuby

- Perkoz dwuczuby (Podiceps cristatus)
  - stawy w rejonie Tułowic
  - stawy w rejonie Dąbrowy.
  - stawy w rejonie Niemodlina.
  - Rezerwat przyrody Staw Nowokuźnicki (gm. Prószków)
- Perkozek (Tachybaptus ruficollis)
  - stawy w rejonie Tułowic
  - stawy w rejonie Dąbrowy.
  - stawy w rejonie Niemodlina.
  - Rezerwat przyrody Staw Nowokuźnicki (gm. Prószków)
- Perkoz zausznik (Podiceps nigricollis)
  - staw „Sangów (gm. Niemodlin)
  - stawy w rejonie Tułowic
  - stawy w rejonie Dąbrowy.
- Bąk (V) (Botaurus stellaris)
  - staw „Ławnik” (gm. Tułowice)
  - staw „Pustelnik” (gm. Tułowice)
  - staw „Olszowy” (gm. Tułowice)
  - staw „Sangów (gm. Niemodlin)
  - Rezerwat przyrody Staw Nowokuźnicki (gm. Prószków)

- Bączek (V) (Ixobrychus minutus)

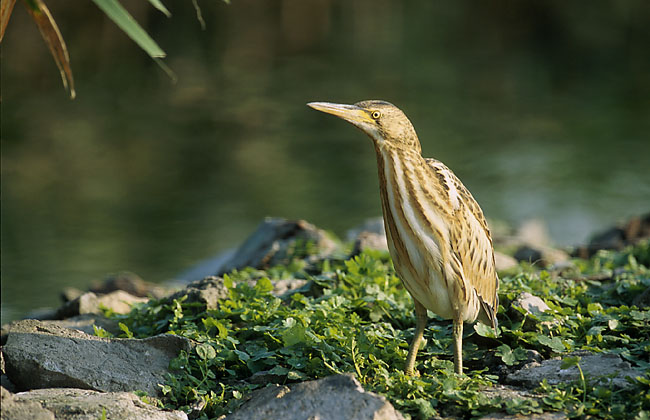
Bączek

  - lęgi na stawie „Loża” (gm. Niemodlin)
  - lęgi na stawie „Sangów (gm. Niemodlin)
  - lęgi na stawie „Olszowy” (gm. Tułowice)
  - lęgi na stawie „Pustelnik” (gm. Tułowice)
- Bocian biały (Ciconia ciconia)
  - na terenie Obszaru Chronionego Krajobrazu Borów Niemodlińskich zinwentaryzowano blisko 30 gniazd tego gatunku
- Bocian czarny (R) (Ciconia nigra)
  - populacja na terenie Obszaru Chronionego Krajobrazu Borów Niemodlińskich szacowana jest na około 10 par.
- Gęś gęgawa (Anser anser)
  - lęgi na stawie „Sangów (gm. Niemodlin)
  - lęgi na stawie „Olszowy” (gm. Tułowice)
  - lęgi na stawie „Ławnik” (gm. Tułowice)
  - lęgi na stawie „Pustelnik” (gm. Tułowice)
  - lęgi na stawie „Loża” (gm. Niemodlin)
  - lęgi na stawie „Kamaszka” (gm. Niemodlin)
- Łabędź niemy (Cygnus olor)
- na terenie Obszaru Chronionego Krajobrazu Borów Niemodlińskich gniazda gatunku zinwentaryzowano na wszystkich niemal stawach i na części wyrobisk poprzemysłowych.
- Tracz nurogęś (Mergus merganser)
  - stanowisko lęgowe na Nysie Kłodzkiej
- Cyraneczka (Anas crecca)
  - lęgi od końca lat 80. Współcześnie nie stwierdzana.
- Cyranka (Anas querquedula)
  - obecnie wyłącznie w ** Rezerwat przyrody Staw Nowokuźnicki (gm. Prószków)

- Kaczka krakwa (Anas strepera)

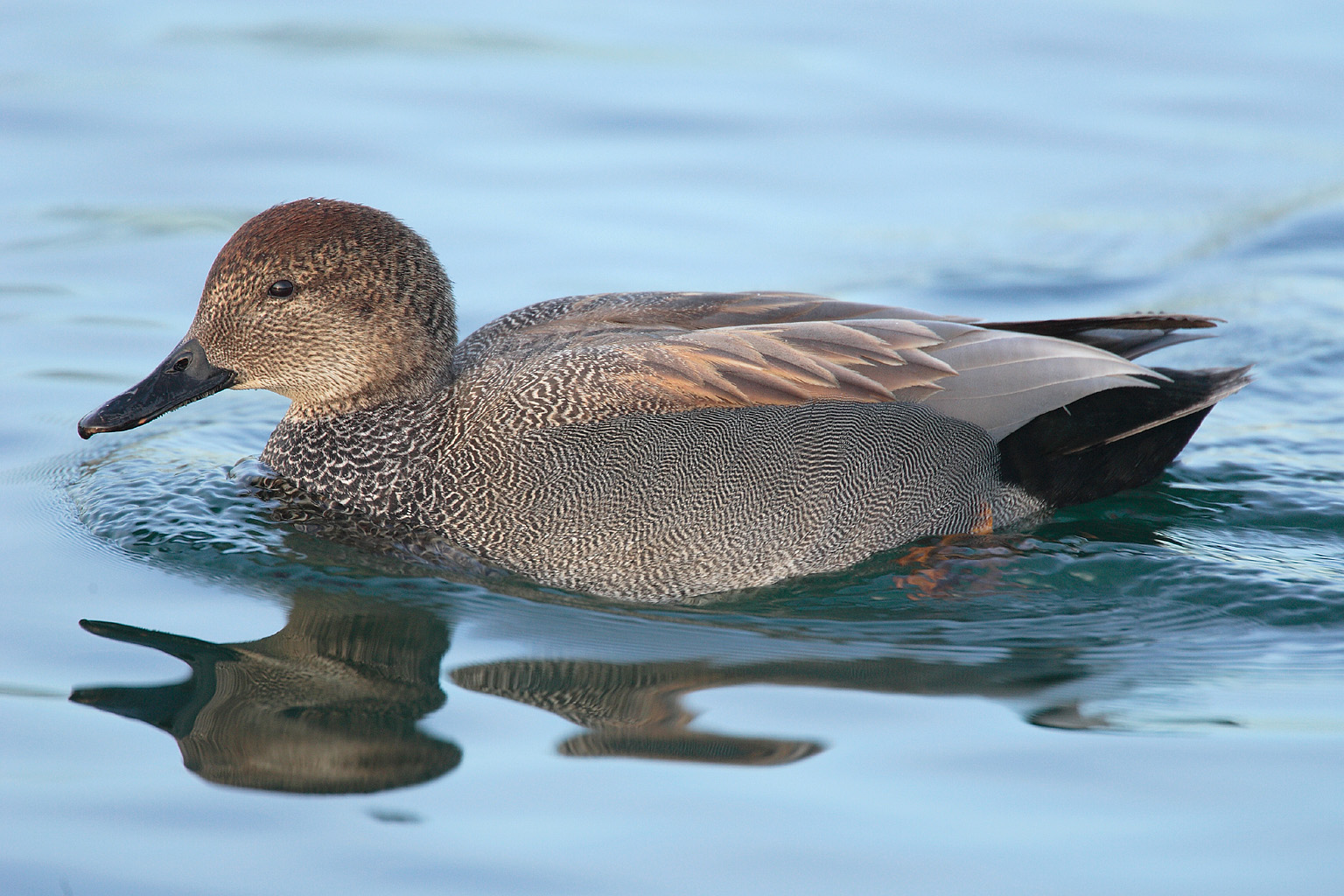
Kaczka krakwa

  - nie wykluczone lęgi na stawie „Sangów (gm. Niemodlin)
- Podgorzałka (EN) (Aythya nyroca)
  - lęgi na stawie „Ławnik” (gm. Tułowice)
  - lęgi na stawie „Pustelnik” (gm. Tułowice)
- Kania ruda (NT) (Milvus milvus)
  - gniazda inwentaryzowano do końca lat 80. Od tego czasu brak stwierdzeń.
- Kania czarna (NT) Milvus migrant)
  - lęgi inwentaryzowano do końca lat 80 w okolicach rejonie Dąbrowy (gm. Dąbrowa), Prószkowa.
- Błotniak stawowy (Circus aeruginosus)
  - na terenie Obszaru Chronionego Krajobrazu Borów Niemodlińskich lęgi inwentaryzowano na wszystkich niemal stawach rybnych.
- Bielik (LC) (Haliaeetus albicilla)
  - na terenie Obszaru Chronionego Krajobrazu Borów Niemodlińskich lęgi gatunku inwentaryzowano na 2. stanowiskach, prawdopodobnie jednak lęgnie się również w innych miejscach Borów Niemodlińskich.
- Jastrząb (Accipiter gentilis)
  - na terenie Obszaru Chronionego Krajobrazu Borów Niemodlińskich lęgi gatunku inwentaryzowano w rozproszeniu na całym terenie.
- Myszołów (Buteo buteo)
  - na terenie Obszaru Chronionego Krajobrazu Borów Niemodlińskich najczęstszy ptak drapieżny.
- Krogulec (Accipiter nisus)
  - na terenie Obszaru Chronionego Krajobrazu Borów Niemodlińskich notowany w rozproszeniu.

- Pustułka (Falco tinnunculus)
  - na terenie Obszaru Chronionego Krajobrazu Borów Niemodlińskich notowana w nielicznie i w rozproszeniu.
- Kobuz (Falco subbuteo)
  - na terenie Obszaru Chronionego Krajobrazu Borów Niemodlińskich notowany sporadycznie.
- Kuropatwa (Perdix perdix)
  - na terenie Obszaru Chronionego Krajobrazu Borów Niemodlińskich notowany w krajobrazie rolniczym.
- Przepiórka (Coturnix coturnix)
  - na terenie Obszaru Chronionego Krajobrazu Borów Niemodlińskich notowany w  rozproszeniu w krajobrazie rolniczym.
- Zielonka (V) (Porzana parva)
  - Rezerwat przyrody Staw Nowokuźnicki (gm. Prószków)
- Wodnik (Rallus aquaticus)
  - na terenie Obszaru Chronionego Krajobrazu Borów Niemodlińskich nielicznie.
- Kropiatka (Porzana porzana)
  - staw „Ławnik” (gm. Tułowice)
  - staw „Pustelnik” (gm. Tułowice)
- Derkacz (Crex crex)
  - nad Ścinawą Niemodlińską,
  - nad Prószkowskim Potokiem,
  - teren leśnictwa Goszczowice (gm. Tułowice)
  - w rejonie Ligoty Prószkowskiej (gm. Prószków)
  - Rezerwat przyrody Staw Nowokuźnicki (gm. Prószków)
- Kokoszka wodna (Gallinula chloropus)
  - stwierdzana na stawach zarastających szerokim pasem szuwarzysk.
- Sieweczka rzeczna (Charadrius dubius)
  - w rejonie Prószkowa
  - w dolinie Nysy Kłodzkiej.
- Bekas kszyk (Gallinago gallinago)
  - w rejonie Obory (gm. Prószków),
  - w rejonie Kuźnicy Ligockiej (gm Korfantów)
  - w rejonie Ligoty Tułowickiej (gm. Tułowice).

- Żurawie (ptaki) (Grus grus)
  - stawy w rejonie Tułowic
  - stawy w rejonie Dąbrowy.
  - stawy w rejonie Niemodlina.
- Słonka (Scolopax rusticola)

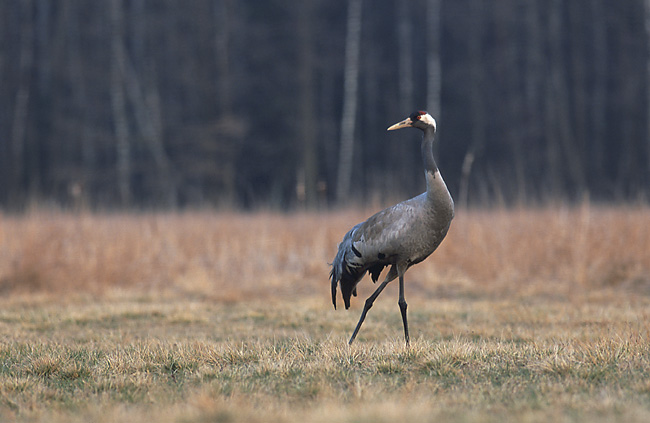
Żuraw

  - w rozproszeniu obserwowany na całym terenie Obszaru Chronionego Krajobrazu Borów Niemodlińskich.
- Brodziec samotny (Tringa ochropus)
  - w latach 90. stwierdzany w rejonie stawu Sangów (gm. Niemodlin) i Kuźnicy Ligockiej (gm. Korfantów) i stawu Pustelnik (gm. Tułowice). Obecnie nienotowany.
- Brodziec krwawodzioby (Tringa totanus)
  - jedna para lęgowa koło Prószkowa w latach 90 (łąki w rejonie Obory). Dziś prawdopodobnie nie lęgnie się.
- Mewa śmieszka (Larus ridibundus)
  - kolonie lęgowe na stawie „Sangów (gm. Niemodlin)
  - kolonie lęgowe na stawie „Ławnik” (gm. Tułowice)
- Turkawka (Streptopelia turtur)
  - na terenie Obszaru Chronionego Krajobrazu Borów Niemodlińskich powszechnie gdzie znajduje odpowiednie środowiska.
- Gołąb siniak (Columba oenas)
  - w lasach okolice Przechodu (gm. Korfantów).
- Puszczyk (Strix aluco)
  - na terenie Obszaru Chronionego Krajobrazu Borów Niemodlińskich pospolity wszędzie gdzie znajduje odpowiednie środowiska.
- Płomykówka (Tyto alba)
  - na terenie Obszaru Chronionego Krajobrazu Borów Niemodlińskich w rozproszeniu
- Sowa uszata (Asio otus)
  - na terenie Obszaru Chronionego Krajobrazu Borów Niemodlińskich w rozproszeniu.
- Włochatka (LC) (Aegolius funereus)
  - stanowisko gatunku zarejestrowano w 1991 roku w ok. Szydłowa (gm. Tułowice).

- Dudek (Upupa epops)
  - na terenie Obszaru Chronionego Krajobrazu Borów Niemodlińskich rejestrowany nielicznie.
- Zimorodek (Alcedo atthis)
  - rejestrowany w gminie Dąbrowa,
  - rejestrowany w gminie Tułowice
  - nielicznie w dolinie Nysy Kłodzkiej
  - nielicznie w dolinie Ścinawy Niemodlińskiej.
- Dzięcioł czarny (Dryocopus martius)
  - na terenie Obszaru Chronionego Krajobrazu Borów Niemodlińskich stwierdzany w rozproszeniu.
- Dzięcioł zielonosiwy (Picus canus)
  - na terenie Obszaru Chronionego Krajobrazu Borów Niemodlińskich stwierdzany w rozproszeniu.
- Dzięcioł zielony (Picus viridis)
  - na terenie Obszaru Chronionego Krajobrazu Borów Niemodlińskich stwierdzany w rozproszeniu.
- Dzięcioł średni (Dendrocopos medius)
  - notowany w rozproszeniu, szczególnie pośród drzewostanów liściastych doliny Nysy Kłodzkiej.
- Dzięcioł duży (Dendrocopos major)
  - na terenie Obszaru Chronionego Krajobrazu Borów Niemodlińskich liczny.
- Dzięciołek (Dendrocopos minor)
  - na terenie Obszaru Chronionego Krajobrazu Borów Niemodlińskich w rozproszeniu, również w sąsiedztwie osiedli ludzkich.
- Krętogłów (Jynx torquilla)
  - na terenie Obszaru Chronionego Krajobrazu Borów Niemodlińskich notowany sporadycznie.
- Jaskółka brzegówka (Riparia riparia)
  - w dolinie Nysy Kłodzkiej
  - stawy w rejonie Tułowic
  - stawy w rejonie Dąbrowy.
- Lerka (Lullula arborea)
  - na terenie Obszaru Chronionego Krajobrazu Borów Niemodlińskich gatunek notowany w rozproszeniu.
- Świergotek łąkowy (Anthus pratensis)
  - w rejonie Ligoty Tułowickiej (gm. Tułowice).
  - w rejonie Prószkowa.
- Świergotek polny (Anthus campestris)
  - w rejonie Oldrzyszowic (gm. Lewin Brzeski).
- Pliszka górska (Motacilla cinerea)
  - obserwowana w późnych latach 80. w dolinie Ścinawy Niemodlińskiej.
  - Pokrzywnica (Prunella modularis)
  - na terenie Obszaru Chronionego Krajobrazu Borów Niemodlińskich spotykany przede wszystkich w lasach iglastych.
- Słowik rdzawy (Luscinia megarhynchos)
  - na terenie Obszaru Chronionego Krajobrazu Borów Niemodlińskich przede wszystkich w dolinach rzek.
- Kląskawka (Saxicola rubicola)
  - do niedawna nieliczny lęgowy na terenie Obszaru Chronionego Krajobrazu Borów Niemodlińskich, obecnie wyraźny wzrost liczebności.
- Pleszka (Phoenicurus phoenicurus)
  - nieliczna na terenie Obszaru Chronionego Krajobrazu Borów Niemodlińskich.
- Białorzytka (Oenanthe oenanthe)
  - na terenie Obszaru Chronionego Krajobrazu Borów Niemodlińskich nielicznie, na porębach i terenach ruderalnych.
- Kwiczoł (Turdus pilaris)
  - na terenie Obszaru Chronionego Krajobrazu Borów Niemodlińskich dość licznie w środowiskach synatropijnych.
- Paszkot (Turdus viscivorus)
  - na terenie Obszaru Chronionego Krajobrazu Borów Niemodlińskich średnio liczny.
- Świerszczak (Locustella naevia)
  - w dolinie Nysy Kłodzkiej,
  - w dolinie Ścinawy Niemodlińskiej,
  - stawy w rejonie Tułowic
  - stawy w rejonie Dąbrowy.
  - w okolicy Kuźnicy Ligockiej (gm. Korfantów)
- Strumieniówka (Locustella fluviatilis)
  - w dolinie Nysy Kłodzkiej,
  - w dolinie Ścinawy Niemodlińskiej,
  - stawy w rejonie Tułowic
  - stawy w rejonie Dąbrowy.
  - w okolicy Kuźnicy Ligockiej (gm. Korfantów)
- Brzęczka (Locustella luscinioides)
  - nielicznie lęgowa w latach 80 na części stawów w rejonie Dąbrowy i Tułowic.
- Trzcinniczek (Acrocephalus scirpaceus)
  - na terenie OChKBN liczny. Gatunek chroniony.
- Trzciniak (Acrocephalus arundinaceu)
  - na terenie Obszaru Chronionego Krajobrazu Borów Niemodlińskich liczny.
- Jarzębatka (Sylvia nisoria)
  - na terenie Obszaru Chronionego Krajobrazu Borów Niemodlińskich najrzadsza z naszych pokrzewek.
- Zniczek (Regulus ignicapillus)
  - na terenie Obszaru Chronionego Krajobrazu Borów Niemodlińskich średnio liczny.
- Muchołówka mała (Ficedula parva)
  - nieliczne lęgi na terenie Obszaru Chronionego Krajobrazu Borów Niemodlińskich

Kategorie zagrożeń według list krajowych lub regionalnych:
- EXP – gatunek wymarły lub prawdopodobnie wymarły w Polsce
- CR – gatunek krytycznie zagrożony w Polsce
- EN – gatunek  bardzo wysokiego ryzyka
- VU – gatunek wysokiego ryzyka
- NT – gatunek niższego ryzyka
- LC – gatunki w Polsce niewykazujący regresu liczebnego, lecz reprezentujący populacje brzeżne lub wyspowe, bądź też mające w Polsce centra swojego występowania i objęte ochroną międzynarodową.